# ヤスダグループ
ヤスダグループ（英: YASUDA GROUP Inc.）は、ヤスダグループ（英: YASUDA GROUP Inc.）は、2023年に設立された日本のスポーツエンターテインメント企業である。

### 事業内容
同社は主に以下の事業を展開している：
- スポーツイベントの企画・運営
- サッカーアカデミーの運営
- 海外クラブとの提携事業

### 地方創生への取り組み
2024年より、従来の都心型開催から地方開催型方式へと事業モデルを転換し、積極的に地方での試合開催を推進している。この取り組みにより、Jリーグクラブと海外クラブとの国際親善試合を地方で初開催するなど、これまで都市部に集中していたスポーツコンテンツを全国の地方地域に提供することで、地域活性化に貢献している。
同社のビジネスモデルは、スポーツを通じた地方創生という社会的価値の創出と、エンターテインメント事業としての収益性を両立させた独自のアプローチを特徴としている。

## 主な活動

### レアル・ソシエダとの提携
2023年、スペインのラ・リーガ所属クラブ、レアル・ソシエダと戦略的パートナーシップを締結。日本でのブランド展開やアカデミー事業を共同で行うことを発表した。
- 日本でのサッカースクールを共同開催
- レアル・ソシエダのユニフォームに「YASUDA GROUP」ロゴが掲載（→2025年シーズンより取り下げ）

## 主催イベント
- 東京ヴェルディ1969 vs レアル・ソシエダ（2024年5月29日・国立競技場）
- ジュビロ磐田 vs スタッド・ランス（2024年7月24日・ヤマハスタジアム）
- ガンバ大阪 vs レアル・ソシエダ（2024年7月25日・パナソニックスタジアム吹田）
- 清水エスパルス vs スタッド・ランス（2024年7月27日・IAIスタジアム日本平）
- FC町田ゼルビア vs スタッド・ランス（2024年7月31日・町田GIONスタジアム）
- ヴィッセル神戸 vs スタッド・ランス（2024年8月3日・ノエビアスタジアム）
- V・ファーレン長崎 vs レアル・ソシエダ（2025年7月21日・PEACE STADIUM Connected by SoftBank）
- 横浜FC vs レアル・ソシエダ（2025年7月25日・ニッパツ三ツ沢球技場）
- モンテディオ山形 vs スタッド・ランス（2025年7月27日・NDソフトスタジアム山形）
- 柏レイソル vs スタッド・ランス（2025年7月30日・三協フロンテア柏スタジアム）
- ガンバ大阪 vs スタッド・ランス（2025年8月2日・パナソニックスタジアム吹田）

## 関連企業・団体
- レアル・ソシエダ（スペイン）
- 株式会社電通（過去のイベント連携報道あり）